# Sarcophaga asahinai
Sarcophaga asahinai är en tvåvingeart som beskrevs av Tadao Kano 1962. Sarcophaga asahinai ingår i släktet Sarcophaga och familjen köttflugor. Inga underarter finns listade i Catalogue of Life.